# Gymnasium Borbeck
Das Gymnasium Borbeck im Essener Stadtteil Bergeborbeck ist ein „städtisches Gymnasium für Jungen und Mädchen mit Zweisprachenzug Deutsch-Englisch“ – so die heutige amtliche Bezeichnung. Es ist die älteste weiterführende Schule des Stadtbezirks Borbeck, zu dem der Stadtteil Bergeborbeck gehört.

## Geschichte
Die Schule wurde 1901 als Nachfolgerin der „katholischen Knaben-Mittelschule“ (1873) als „Progymnasium in Entwicklung mit nicht allgemein verbindlichem Unterricht im Griechischen und dessen Ersatz durch das Englische“ gegründet und vier Jahre später in den Status eines Vollgymnasiums erhoben. Zur besseren Unterscheidung von den anderen Borbecker Gymnasien wird es nach seiner Lage an der Prinzenstraße auch Prinzengymnasium genannt, bevor sich das Logo GymBo durchsetzt.
Dieser Name entstand 1955. Das Gymnasium Borbeck erinnerte damals an die im Jahr 1905 erfolgte Anerkennung als Vollgymnasium. Mit einem Fest wollte man dieses Ereignis würdigen. Höhepunkt: der Auftritt eines neuen Schulorchesters. Die vor dem jeweiligen Instrument angebrachten großen Namensschilder waren aber für den Schriftzug „Gymnasium Borbeck“ zu klein. Man nahm darum die Abkürzung „Gymbo“, die Band nannte sich deshalb „Gymbo-Band“. Damit war für die Schule der Name „Gymbo“ in der späteren modernen Schreibweise „GymBo“ geboren.
In der Geschichte der Schulen setzen sich auch an diesem Gymnasium unter jeweils veränderten gesellschaftlichen Rahmenbedingungen Reformbestrebungen durch. So werden 1920 bereits eingerichtete Einzelklassen als Realschule in Entwicklung mit dem Gymnasium organisch und organisatorisch verbunden. In der NS-Zeit ist die Bildungsarbeit – wie an allen Schulen – dem Einfluss der nationalsozialistischen Ideologie ausgesetzt. Gleichwohl unterscheidet sich die Borbecker Schule von den meisten Essener Gymnasien dadurch, dass ihr damaliger Leiter dem nationalsozialistischen Regime äußerst kritisch gegenübersteht. Nach dem Krieg nimmt die Schule ihren Betrieb – zunächst als Gast der Alfred-Krupp-Schule – als neusprachliches Gymnasium wieder auf, dem ein mathematisch-naturwissenschaftlicher Zweig folgt. Der 1963 gegründete wirtschafts- und sozialwissenschaftliche Oberstufenzweig öffnet sich auch Mädchen, die als Seiteneinsteigerinnen von anderen Schulen kommen. Im Jahr 1972 wird die allgemeine Koedukation eingeführt. Trotz dieser Reformen gehen die Anmeldezahlen in den 1980er-Jahren deutlich zurück. Der städtische Schulentwicklungsplan sieht in dieser Zeit die Umwandlung des Gymnasiums Borbeck in eine Gesamtschule vor.
Dennoch wird die Reform der Schule als Gymnasium im Rahmen einer verstärkten programmatischen Schulöffnung seit Ende der 1980er-Jahre ergänzt und fortgesetzt. Dabei legt das Gymnasium Borbeck gesteigerten Wert auf seine kulturelle Aufgabe im Stadtteil, die Zusammenarbeit mit anderen Schulen (auch zur Durchsetzung von notwendigen Generalinstandsetzungen der Essener Schulgebäude), die Kooperation mit außerschulischen Partnern, ein schulinternes Informationssystem für Schüler, Lehrer und Elternhäuser, die Außendarstellung der Schule in den Medien, Kontakte zu ehemaligen Schülern und Lehrern und den Schüleraustausch mit anderen Ländern. Außerdem werden am Gymnasium Borbeck als zweitem Essener Gymnasium eine bilinguale deutsch-englische Ausbildung sowie individuelle Fördermöglichkeiten angeboten. Intern wird der Gedanke schulischer Selbständigkeit dadurch gefördert, dass Lehrer innerhalb vereinbarter oder rechtlich vorgegebener Rahmenbedingungen Bildungs-, Erziehungs- und Verwaltungsarbeiten zunehmend eigenverantwortlich übernehmen. Aus diesem Grund wird das Gymnasium Borbeck im Jahr 2001 als einziges Gymnasium im mittleren Ruhrgebiet zur Aufnahme in das NRW-Modellprojekt Selbständige Schule vorgeschlagen. Erfolge dieser auf Qualitätssicherung und -steigerung ausgerichteten Öffnung spiegeln sich in der deutlichen Erhöhung der Anmeldezahlen, in Siegen bei vom Bundespräsidenten für Schüler für einzelne Fachbereiche ausgerichteten Bundeswettbewerben und 2003 – im Gegensatz zu den landesweiten Ergebnissen – in überdurchschnittlichen Testergebnissen bei den internationalen PISA-Studien wider.
Die Öffnung der Schule – auch für die eigene Geschichte einschließlich der NS-Zeit – findet zunehmend wissenschaftliche und publizistische Aufmerksamkeit. So wird an der Johannes Gutenberg-Universität Mainz das Gymnasium Borbeck im Jahr 2002 Gegenstand einer als Habilitationsschrift konzipierten Studie über die „Rekonstruktion von Bildungsgängen preußischer Gymnasiasten sowie der zugehörigen Lehrergutachten aus Reifeprüfungsverfahren 1926–1946“. Für die Zeit von 1987 bis 2006 führen deutsche Bibliotheken darüber hinaus eine elfbändige Zeitschrift über „Das Gymnasium Borbeck im Spiegel der Presse“ (auch unter dem Titel: „Pressespiegel“), in der alle über das Gymnasium Borbeck erschienenen Zeitungsartikel in chronologischer Reihenfolge aufgeführt werden.
Das Erscheinen des seit 1987 herausgegebenen Schulkunstkalenders, der Schülerarbeiten präsentiert hatte, mit Preisen ausgezeichnet worden und in dieser Zeit zu einem Bindeglied zwischen Schule, Stadtteil und Ehemaligen des Gymnasiums Borbeck geworden war, wird zum Schuljahr 2011/2012 eingestellt. Im Jahr der Kulturhauptstadt Europas Ruhr.2010 beteiligt sich die Fachkonferenz Kunst an dem viel beachteten offiziellen Borbecker-Halblang-Projekt.

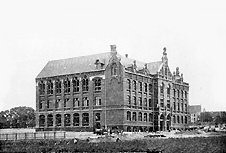
Errichtung 1901

Leistungssportliche Schwerpunktsetzungen werden bis zu Beginn der 2000er-Jahre besonders gefördert, was sich in Erfolgen bei regionalen und überregionalen Wettbewerben vor allem in den Sparten Tischtennis sowie Fußball für Jungen (Deutscher Meister 1980) und Mädchen (Deutsche Vize-Meisterschaft 1997) deutlich manifestiert. Bis zum Ende des Schuljahres 2012/2013 wird auch das Fach Triathlon unterrichtet.
Im Jahr 2017 erhält das Gymnasium Borbeck das Siegel als Schule ohne Rassismus und setzt damit die lange Tradition in diesem Bereich fort.
Ab 2008 sinken die Anmeldezahlen für die Klassen 5 überproportional von früher maximal fünf parallelen Eingangsklassen auf zeitweise nur noch zwei Eingangsklassen. Im Gegensatz zu den übrigen städtischen Schulen, die in Borbeck und den angrenzenden Stadtteilen über eine Sekundarstufe II verfügen, nimmt die Gesamtschülerzahl des Gymnasiums Borbeck bis 2015 um mehr als ein Drittel ab. Der Rat der Stadt Essen trägt diesem Sachverhalt Rechnung und begrenzt die Aufnahmekapazität der Schule grundsätzlich auf höchstens drei Eingangsklassen. Ab dem Schuljahr 2015/2016 stabilisiert sich die Anmeldezahl auf der Grundlage einer Vierzügigkeit.
Das seit dem 1. August 2013 erprobte inklusive Schulprojekt läuft nach einem im Schuljahr 2018/2019 in den Schulgremien gefassten Beschluss aus.
Das Hauptgebäude an der Prinzenstraße wird am 14. November 1901 seiner Bestimmung übergeben. Wegen der zusätzlichen Bildungsangebote reichen die Räumlichkeiten bald nicht mehr aus. Deshalb kommt es in der Folgezeit – besonders nach den Zerstörungen im Zweiten Weltkrieg – zu baulichen Erweiterungen und zur Inanspruchnahme von Dépendancen. In den Jahren 2002 und 2003 wird der rechte Seitenflügel des Hauptgebäudes entkernt und mit modernen Physik-, Chemie, Informatik-, Biologie- und Verwaltungsräumen ausgestattet. Im Jahr 2009 werden die maroden Pavillons auf dem Schulgelände an der Prinzenstraße ersatzlos abgerissen. Ab den 2020er-Jahren werden an der Prinzenstraße die Sportanlagen, der Kunstsaal und die ehemalige Mehrzweckhalle modernisiert.
Für die Klassen 5 bis 7 hat das Gymnasium Borbeck seit 1997 eine Dépendance an der Wüstenhöferstraße 85. Sie verfügt über eigene Fachräume für den Kunst-, Musik-, Physik- und Biologieunterricht, eine Mensa und eine Turnhalle.

## Das Gymnasium Borbeck heute
Von besonderer Bedeutung für die Angebote des Gymnasiums Borbeck ist der bilinguale deutsch-englische Ausbildungsgang. Der Leitgedanke geht von folgender Überlegung aus: Das zusammenwachsende Europa führt in immer mehr Feldern des beruflichen und öffentlichen Lebens dazu, dass viele Menschen eine Fremdsprache – vor allem die englische – als Arbeitssprache nutzen und deshalb über entsprechende sprachliche Qualifikationen verfügen müssen. So werden im bilingualen Bildungsgang neben dem regulären Sprachunterricht schrittweise die gesellschaftswissenschaftlichen Fächer Erdkunde, Politik und Geschichte in der Fremdsprache unterrichtet.
Ab 1993 werden die lange unterbrochenen Weihnachtskonzerte am Gymnasium Borbeck wieder veranstaltet, die seit 1997 in der Dreifaltigkeitskirche der Evangelischen Kirchengemeinde Borbeck-Vogelheim unter Beteiligung von zahlreichen ehemaligen Schülern und Lehrern stattfinden. Aus dem Versuch einer Wiederbelebung alter Traditionen der Schule hat sich innerhalb weniger Jahre ein Konzert-Event entwickelt, das sich in Borbeck und über Borbeck hinaus größter Beliebtheit erfreut. Diese öffentlichen Konzerte werden ab 2019 für die Mitglieder der Schulgemeinde als Schulveranstaltungen in der Aula der benachbarten Geschwister-Scholl-Realschule durchgeführt.
Seit dem Schuljahr 2011/2012 bietet die Schule als erstes Essener Gymnasium wieder das Abitur nach neun Jahren an.
Zur Sicherung eines umfangreichen Kursangebotes kooperiert das Gymnasium Borbeck mit dem benachbarten Mädchengymnasium Essen-Borbeck. Prinzip dieser Kooperation: Mädchen des Mädchengymnasiums können Kurse ihrer Wahl auch am Gymnasium Borbeck besuchen; umgekehrt können Jungen und Mädchen gewünschte Kurse am Mädchengymnasium belegen. Die Mädchen und Jungen bleiben aber rechtlich Schüler ihrer jeweiligen Stammschule.
Gefördert wird die Bildungsarbeit des Gymnasiums Borbeck durch den 1958 gegründeten Verein der Freunde und Förderer des Gymnasiums Borbeck e. V. und durch die Lothar-Böning-Stiftung, die vom Altschüler und Stiftungsgeber Lothar Böning (Abitur 1964) im Jahr 2004 ins Leben gerufen wurde.
Nach vier Jahren Bauzeit fand am 6. Juni 2024 die offizielle Einweihung des neuen Gebäudetrakts mit Aula und Kunstbereich statt.

## Persönlichkeiten

### Schulleiter
Aufgeführt sind nur die Pädagogen, die zu Schulleitern rechtlich ernannt wurden.
- 1901–1923 Franz Joseph Cüppers (1858–1945)
- 1923–1949 Wilhelm Vollmann (1883–1955)
- 1949–1957 Josef Birkenbach (1891–1977)
- 1957–1962 Heinrich Lorscheid (1906–1979)
- 1965–1987 Walter Rohlfing (1923–2002)
- 1987–2006 Wolfgang Sykorra (* 1945; Abitur am Gymnasium Borbeck 1964)
- 2006–2014 Ursula Alsleben (* 1950)
- 2014–2016 Heike Walbrodt-Derichs (* 1961)
- seit 2018 Lars Schnor (* 1975; Abitur am Gymnasium Borbeck 1995)

### Bekannte Schüler
- Georg Melches (1893–1963), Fußballfunktionär
- Theodor Rensing (1894–1969), Historiker und Denkmalpfleger (Abitur 1913)
- Hans Albrecht (1902–1961), Musikhistoriker (Abitur 1921)
- Heinz-Horst Deichmann (1926–2014), Konzernchef des Schuhkonzerns Deichmann SE und Träger des Bundesverdienstkreuzes (Abitur 1946)
- Rolf Becker (1928–2022), deutscher Journalist und Schriftsteller
- Franz Grave (1932–2022), Weihbischof des Bistums Essen
- Jörg-Detlef Kühne (* 1943), Rechtswissenschaftler und Hochschullehrer
- Wolfgang Reiniger (* 1944), von 1999 bis 2009 Oberbürgermeister der Stadt Essen (Abitur 1963)
- Lutz Raphael (* 1955), Historiker (Abitur 1974)
- Thomas Kutschaty (* 1968), ehemaliger Justizminister des Landes Nordrhein-Westfalen (Abitur 1987)
- Robby Dannenberg (* 1976), deutscher Drehbuchautor
- Angelina Grün (* 1979), ehemalige deutsche Volleyball-Nationalspielerin[19]
- Linda Bresonik (* 1983), ehemalige deutsche Fußballnationalspielerin
- Henrike Sahlmann (* 1997), deutsche Fußballspielerin

## Schülerzeitungen

Zwei Ausgaben der Prince & Princess

Mehr oder weniger kontinuierlich gab es am Gymnasium Borbeck unter wechselnden Titeln immer auch Zeitungen von Schülerredaktionen.
- „Schulzeitung des Gymnasiums Borbeck“, 1949–1955
- „Schulspiegel“, 1955–1966
- „Psyche“
- „Hohlspiegel“
- „Schulgeflüster“
- „Durchblick“
- „Prince & Princess“ (vorher „Prince“), 1989–2001
- „Wuestenexpress“ (Erprobungstufenzeitung), 1998–1999

Neben diesen Veröffentlichungen ist es ebenfalls Brauch, dass der Abiturjahrgang eine Abschlusszeitung für die verbleibenden Schüler herausgibt. Seit 1990 erscheinen diese in Kooperation mit dem benachbarten Mädchengymnasium als Wendeheft, d. h. mit getrennten Titel- und Inhaltsseiten für beide Schulen.